# Tia Cida dos Terreiros
Pour les articles homonymes, voir Silva.
Maria Aparecida da Silva Tarjan (São Paulo, 26 novembre 1940), plus connue sous le nom de Tia Cida dos Terreiros, est une travailleuse sociale brésilienne à la retraite, surtout connue comme une chanteuse de samba,.
Tia Cida est la fille du chanteur Blackout. Pour son activité culturelle à São Mateus, à São Paulo, elle est considérée comme un « personnage central de la rédemption et du renouvellement du samba, dans la banlieue de São Paulo ».
Le disque Foram 17 anos et c’est là peut être la vraie spécificité d’Aparecida fait le lien entre samba et la musique chantée dans les terreiros d’umbanda.

## Discographie
- Roda de samba
- Aparecida (1975)
- Foram 17 anos
- Os Deuses Afros